# Натюрморт с драпировкой
«Натюрморт с драпировкой» — картина Поля Сезанна из собрания Государственного Эрмитажа.
На этой картине Сезанн изобразил ткань с растительным орнаментом, белый кувшин, расписанный цветами, яблоки и апельсины на двух тарелках, смятую светлую скатерть и также смятую полупрозрачную салфетку… Стол кажется выпуклым и приподнятым за один край. Искусствовед А. Дубешко отмечает: «Сезанн намеренно допускает подобное нарушение в перспективе в знак отказа от привычного академического натюрморта, где все предметы рассматриваются под одним углом». Сотрудники Эрмитажа отмечают, что «в то же время в картине господствует равновесие форм и красок, создающее впечатление цельности и стабильности этого материального мира».
Главный научный сотрудник Отдела западноевропейского изобразительного искусства Государственного Эрмитажа, доктор искусствоведения А. Г. Костеневич в своём очерке французского искусства XIX — начала XX века отмечал, описывая картину:

Для создания ощущения объёма Сезанн не прибавляет ни чёрного, ни белил. Пользуясь оружием импрессионистов — чистым цветом, — но пользуясь им по-своему, он строит форму апельсина, последовательно располагая жёлтые, оранжевые, красные, фиолетовые мазки в таком порядке, чтобы из их совокупности рождался шар, который не служит сколком, повторением какого-то отдельного апельсина, а становится драгоценным сгустком живописной материи.

Картина была приобретена московским купцом и коллекционером И. А. Морозовым; после Октябрьской революции его собрание было национализировано, и эта картина среди прочих оказалась в Государственном музее нового западного искусства, а после расформирования музея в 1948 году была передана в Государственный Эрмитаж. С конца 2014 года выставляется в Галерее памяти Сергея Щукина и братьев Морозовых в здании Главного Штаба (зал 410).

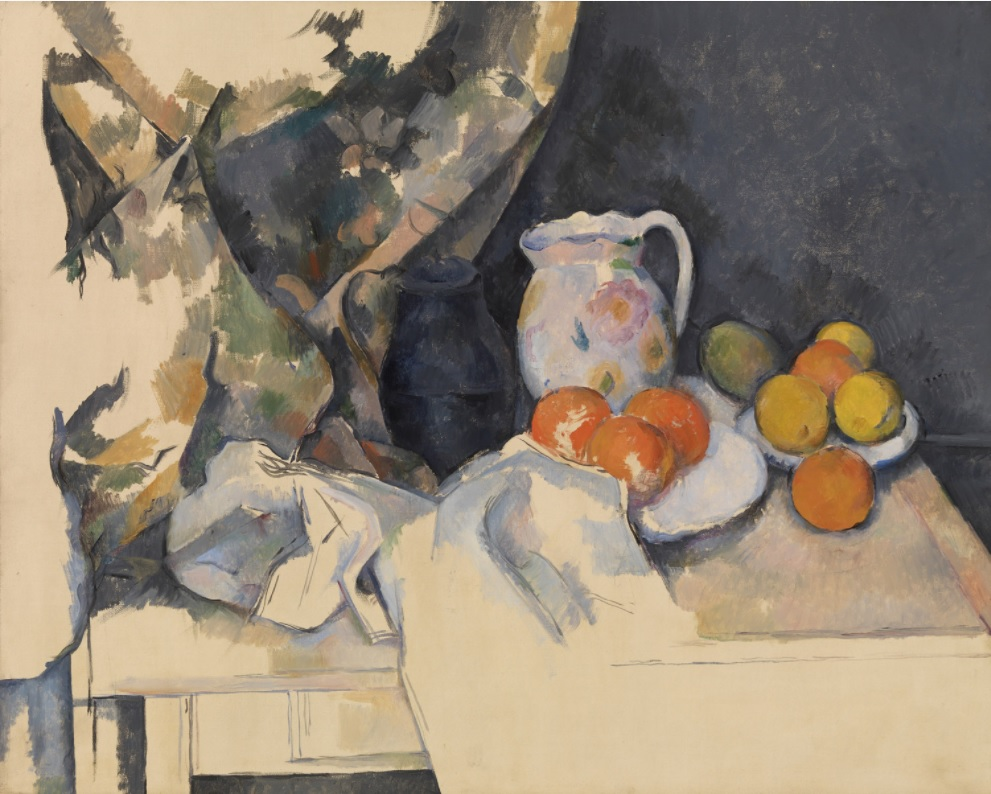
Натюрморт (этюд). 1892—1894. Фонд Барнса.

В музее Фонда Барнса (Пенсильвания, США) хранится незаконченный этюд к «Натюрморту с драпировкой», датируемый 1892—1894 годами, по которому видно, что окончательный вариант картины претерпел изменения по сравнению с первоначальным замыслом.